# Bernie Casey
Bernie Casey (Wyco, Nyugat-Virginia, 1939. június 8. – Los Angeles, Kalifornia, 2017. szeptember 19.) amerikai színész, amerikaifutball-játékos.

## Filmjei

### Mozifilmek
- A hét mesterlövész telibe talál (Guns of the Magnificent Seven) (1969)
- Tik-Tak-Tik-Tak (1970)
- Black Chariot (1971)
- Boxcar Bertha – A lázadók ökle (Boxcar Bertha) (1972)
- Black Gunn (1972)
- A sikerember (Hit Man) (1972)
- Cleopatra Jones (1973)
- Maurie (1973)
- Cornbread, Earl and Me (1975)
- Dr. Black, Mr. Hyde (1976)
- A Földre pottyant férfi (The Man Who Fell to Earth) (1976)
- Brothers (1977)
- Bukott zsaru (Sharky's Machine) (1981)
- Soha ne mondd, hogy soha (Never Say Never Again) (1983)
- A suttyók visszavágnak (Revenge of the Nerds) (1984)
- Kémek, mint mi (Spies Like Us) (1985)
- Acélos igazság (Steele Justice) (1987)
- Amazonok a Holdon (Amazon Women on the Moon) (1987)
- Bérelj zsarut! (Rent-a-Cop) (1987)
- A sors fegyvere (Backfire) (1988)
- Nyasgem! (I'm Gonna Git You Sucka) (1988)
- Bill és Ted zseniális kalandja (Bill & Ted's Excellent Adventure) (1989)
- Megint 48 óra (Another 48 Hrs.) (1990)
- Aranyláncok (Chains of Gold) (1991)
- Úszó erőd (Under Siege) (1992)
- Özvegyek klubja (The Cemetery Club) (1993)
- Exzsaru, az utca lovagja (Street Knight) (1993)
- Kopók egymás között (The Glass Shield) (1994)
- Az őrület torkában (In the Mouth of Madness) (1994)
- Once Upon a Time... When We Were Colored (1995)
- The Dinner (1997)
- Vad kanok (Tomcats) (2001)
- On the Edge (2002)
- When I Find the Ocean (2006)
- Vegas Vampires (2007)

### Tv-filmek
- Brian's Song (1971)
- Gargoyles (1972)
- Panic on the 5:22 (1974)
- Mary Jane Harper Cried Last Night (1977)
- It Happened at Lakewood Manor (1977)
- Ring of Passion (1978)
- Love Is Not Enough (1978)
- Roots: The Next Generations (1979)
- Marsbéli krónikák (The Martian Chronicles) (1980)
- A House Divided: Denmark Vessey's Rebellion (1982)
- Hear No Evil (1982)
- The Fantastic World of D.C. Collins (1984)
- Pros & Cons (1986)
- First Offender (1987)
- Mother's Day (1989)
- Hammer, Slammer, & Slade (1990)
- A suttyók visszavágnak 3: Sutty-utódok (Revenge of the Nerds III: The Next Generation) (1992)
- A suttyók visszavágnak 4: Házasodj, suttyó! (Revenge of the Nerds IV: Nerds in Love) (1994)
- The Simple Life of Noah Dearborn (1999)
- Puszta kézzel (The Last Brickmaker in America) (2001)

### Tv-sorozatok
- Cade's County (1972, két epizódban)
- Longstreet (1972, egy epizódban)
- San Francisco utcáin (The Streets of San Francisco) (1972, egy epizódban)
- The Snoop Sisters (1974, egy epizódban)
- Police Story (1975, 1977, két epizódban)
- Joe Forrester (1976, egy epizódban)
- Police Woman (1977, egy epizódban)
- Harris and Company (1979, négy epizódban)
- The Sophisticated Gents (1981, három epizódban)
- Trapper John, M.D. (1982, egy epizódban)
- Bay City Blues (1983, nyolc epizódban)
- Alfred Hitchcock Presents (1985, egy epizódban)
- L.A. Law (1989, egy epizódban)
- Gyilkos sorok (Murder, She Wrote) (1989, egy epizódban)
- Hunter (1989, egy epizódban)
- CBS Schoolbreak Special (1992, egy epizódban)
- Time Trax – Hajsza az időn át (Time Trax) (1993, egy epizódban)
- Star Trek: Deep Space Nine (1994, két epizódban)
- SeaQuest – A mélység birodalma (Seaquest DSV) (1995, egy epizódban)
- Babylon 5 (1995, két epizódban)
- Batman Beyond (1999, egy epizódban)
- For Your Love (2000, egy epizódban)
- Csajok (Girlfriends) (2005, egy epizódban)